# August Kanitz
August Kanitz (n. 25 aprilie 1843, Lugoj – d. 30 iunie 1896, Cluj) a fost un botanist, algolog,  micolog, pteridofitolog, profesor universitar, membru al Academiei de Științe din Ungaria și membru corespondent al Academiei Române, șvab bănățean de origine evreiască (ulterior convertit la creștinism) care s-a identificat în timpul vieții din ce în ce mai mult cu națiunea maghiară. Abrevierea numelui său în cărți științifice este Kanitz.

## Biografie

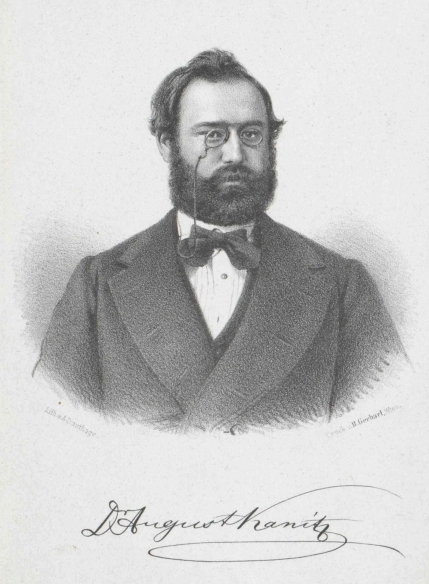
August Kanitz

În anii 1850 a absolvit liceul la Timișoara, unde a luat bacalaureatul în iunie 1860. În 1861 a început să studieze medicina și științele naturale la Universitatea din Viena sub profesorii Franz Unger, Eduard Frenzl și August Neilreich Neilreich. În acest timp a scris Geschichte der Botanik in Ungarn („Istoria botanicii în Ungaria”, 1863) și Versuch einer Geschichte der Ungarischen Botanik („Încercarea unei istorii a botanicii maghiare”, 1865). A primit doctoratul (dr. phil.) însă la propunerea renumitului savant și profesor universitar Hugo von Mohl (1805-1872) la Universitatea din Tübingen.
În 1864 a întreprins excursii de studiu prin Slavonia, Germania, Franța, Belgia, și Olanda și a participat la „Congresul Botanic din Paris” în 1867. Din 1869 până în 1872 a fost angajat ca profesor de istorie naturală la școala agricolă superioară din Mosonmagyaróvár, dar a renunțat la acest post după un an pentru a vizita în 1871 cu o bursă de călătorie de stat Italia, pentru a studia grădinile botanice și muzeele.
La vârsta de abia 29 de ani, în octombrie 1872, a fost numit profesor universitar de botanică la Universitatea Franz Joseph din Cluj, unde a instituit grădina botanică și a amenajat un herbar universitar. În 1877 a fondat jurnalul științific Magyar Növénytani Lapok („Jurnal al botanicii maghiare”), pe care l-a editat până în 1892.
În 1866 a publicat o lucrare despre flora Slavoniei, în 1877 una pe cea a Muntenegrului, Bosniei și Serbiei, iar, între 1879 și 1881, una despre cea a României. Pentru ultima sa opera a fost ales (1880) membru al Academiei de Științe din Budapesta precum membru corespondent al Academiei Române (1882) și a devenit cavaler al Ordinului „Coroana României”. Cândva în acești ani a convertit la creștinism.
Pe lângă multe alte lucrări științifice, savantul a scris pentru prima dată o schiță a istoriei botanicii maghiare, iar din 1877 până în 1892 a publicat marea sa operă Magyar Növénytani Lapok, o enciclopedie botanică în 15 volume. Moartea sa timpurie a fost efectuată de o insuficiență cardiacă fatală. A fost înmormântat după o ceremonie romano-catolică în Cimitirul Hajongard pentru odihna veșnică.

## Taxoni dedicați lui Kanitz (selecție)
- Carex kanitzii, 1885 Porcius (Cyperaceae) [8]
- Helenium kanitzii O.Kuntze, 1891 (Asteraceae)
- Juniperus kanitzii Csató, 1886 (Cupressaceae)[9]
- Oxytropis kanitzii Simpson, 1915 (Fabaceae)

## Publicații (selecție)

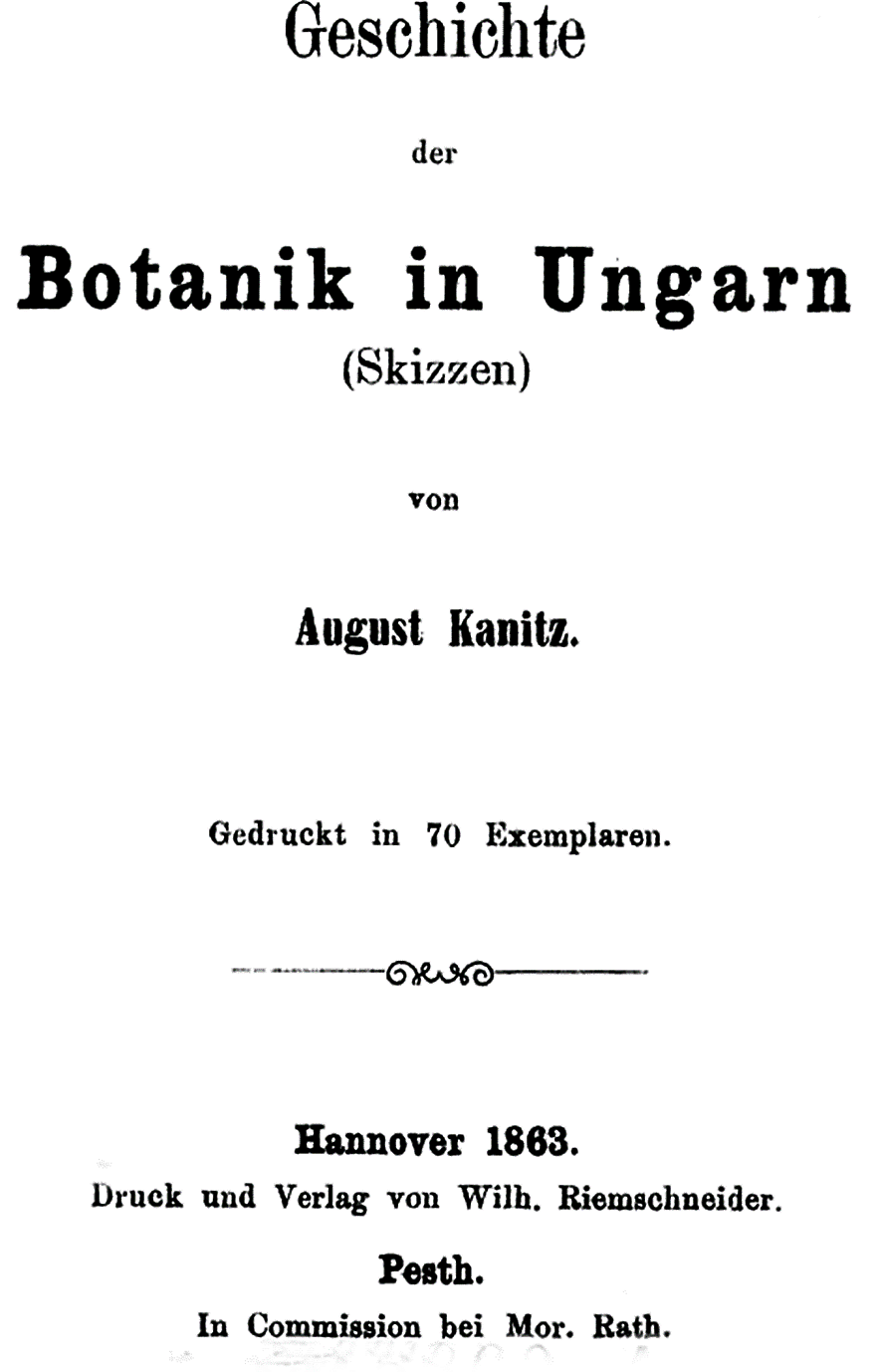
August Kanitz: Geschichte der Botanik in Ungarn

- Sertum florae territorii Nagy-Kőrösiensis, în: Verhandlungen der Zoologisch-Botanischen Gesellschaft in Wien, Viena 1862
- Bemerkungen über einige ungarische botanische Werke, în: Verhandlungen der Zoologisch-Botanischen Gesellschaft in Wien, Viena 1862
- Reliquiae Kitaibelianae Viena 1862-1863.
- Geschichte der Botanik in Ungarn, Hanovra 1863
- Versuch einer Geschichte der ungarischen Botanik, Halle 1865
- Die Vegetationsverhältnisse der ungarischen Länder, 1865
- Die bisher bekannten Pflanzen Slavoniens, Viena 1866
- Übersicht der Pflanzengeograpfischen Verhältnisse Ungarns, Siebenbürgens, Dalmatiens, Kroatiens und Slavoniens, Regensburg 1867
- Reise-Erinnerungen; nach Italien, Innsbruck, Padua Viena 1872
- Über Urtica oblongata Koch, nebst einigen Andeutungen über andere Nesselarten, Viena 1872
- Einige Probleme der allgemeinen Botanik, Regensburg, 1873
- A természetes növényrendszer áttekintése, Kolozsvár, 1874
- Catalogus cormophytorum et anthophytorum Serbiae, Bosniae, Hercegovinae, Montis Scodri, Albaniae hucusque cognitorum, 1877 (împreună cu Paul Friedrich August Ascherson)
- Lobeliaceae - Flora Brasiliensis fasc. LXXX, cu 7 plăci, Leipzig 1878
- Magyar növénytani lapok, 15 volume, Editura Nyomatott K. Papp Miklósnál, Cluj 1877-1885
- Plantae Romaniae hucusque cognitae, Cluj 1879-1881
- Reliquiae Grisebachianae: Flora Europaea, Cluj, 1882
- Botanische Ergebnisse der innerasiatischen Expedition des Grafen Béla Széchenyi, Budapesta 1885
- A növénytannak magyar nyelven való műveléséről, Cluj 1887
- Fundamenta rei herbariae generalis, 1889-1893
- Cardinal-Erzbischof Dr. Ludwig Haynald als Botaniker, Budapesta 1890